# Isaac Circuncisión Martínez Chuquizana
Isaac Circuncisión Martínez Chuquizana, MSA (Huarochirí, 1 de janeiro de 1954) é prelado peruano da Igreja Católica Romana. É bispo da Diocese de Cajamarca, em seu país natal, desde 2021.

## Biografia
Nasceu em Huarochirí, na região de Lima, Peru, onde cursou os estudos primário e secundário, obtendo, em 1970, a especialização em técnico agrário.
Em 1975, foi admitido na Congregação dos Santos Apóstolos e, entre 1971 e 1976, estudou filosofia e teologia na Faculdade Pontifícia e Civil de Teologia de Lima. Em 21 de agosto de 1978, fez sua profissão solene e, em 1 de maio de 1979, foi ordenado presbítero.
Como presbítero, ocupou os seguintes cargos: reitor e responsável pela formação no Seminário dos Missionários dos Santos Apóstolos (1982-1989); pároco em Pevas, Vicariato Apostólico de San José del Amazonas (1986-1987); licenciatura em missiologia em Ottawa, Canadá (1989-1991); conselheiro geral e responsável pela formação (1991-1995); secretário geral (1995-2006) e superior geral, por dois mandatos quinquenais, dos Missionários dos Santos Apóstolos, Montreal (2007-2017); diretor espiritual internacional do Movimento Foi et Lumière (2009-2020); delegado geral de sua Congregação para as Missões Estrangeiras, com presença itinerante no Vietnã, na Indonésia e na República Democrática do Congo (2017-2020).
Era o responsável pela Formação da Delegação Peru-Brasil dos Missionários do Santos Apóstolos quando, em 23 de outubro de 2021, o Papa Francisco o nomeou bispo da Diocese de Cajamarca, na província eclesiástica de Trujillo. Sua sagração e posse em 7 de dezembro seguinte, na Catedral de Cajamarca, em cerimônia presidida por Dom Nicola Girasoli, núncio apostólico no Peru, auxiliado por Dom Frei Héctor Miguel Cabrejos Vidarte, OFM, arcebispo metropolita de Trujillo, e por Dom Christian Rodembourg, bispo da Diocese de Saint-Hyacinthe, no Canadá, também afiliado aos Missionários dos Santos Apóstolos. Sucedeu a Dom Frei José Carmelo Martínez Lázaro, OAR, que renunciou por motivos de saúde.